# Cassida sanguinosa
Cassida sanguinosa (лат.) — жук подсемейства щитоносок из семейства листоедов.

## Описание
Тело жуков широкояйцевидное длиной 6-8 мм. Верхняя губа с более глубокой выемкой, чем у Cassida leucanthemi. Бёдра желтые или слабо затемнённые.

## Экология и местообитания
Кормовые растения — астровые (Asteraceae): чихотник обыкновенный (Achillea ptarmica), тысячелистник обыкновенный (Achillea millefolium) и пижма обыкновенная (Tanacetum vulgare).

## Распространение
Встречается в палеарктическом регионе до востока Сибири.